# 乳児院
乳児院（にゅうじいん）とは、乳児（孤児）を入院させてこれを養育し、あわせて退院した者について相談その他の援助を行うことを目的とする児童福祉施設。児童福祉法第37条に規定がある。

## 概要
児童養護施設が原則として1歳以上の児童を養育するのに対し、1歳未満の乳児を主に養育する。ただし、必要がある場合には小学校入学以前の幼児も養育することができる。
厚生労働省の調査によると、2014年10月1日現在、全国で132の乳児院があり、3,105人が入所している。設備や人員配置については児童福祉施設最低基準（昭和23年厚生省令第63号）に定められており、嘱託医、看護師、保育士、児童指導員、栄養士、調理員などが養育にあたっている。費用は主に国と地方自治体が負担している。
かつては戦災孤児や捨て子が入所理由の大半であったが、現在は児童虐待や家庭問題による養育者の不在、児童自身の障害などが多くを占める。措置される乳幼児は母の病気で3分の１の理由を占め、次に未婚の母あるいは婚外出産であり、両方で全ケースの17％を占める。1995年の子供白書によると1990年代半ばには、東京のような大都市で、親の一方か両方が外国人である乳幼児の措置が増加した
。
乳児院に入所していた子どもは、その後、実の両親や親族の元へ戻るか、特別養子縁組で新しい親に引き取られるか里親の元へ行くが、それが無理な場合は児童養護施設へ措置変更となる。
厚生労働省では2016年の改正児童福祉法を具体化した「新しい社会的養育ビジョン」において、原則就学前の施設入所停止や、7年以内の里親委託率75%以上など数値目標を定め、施設に対しては、入所期間を1年以内とし、機能転換も求めている。

## 施設への指針
2016年児童福祉法改正では施設利用制限の設定や里親委託率の目標値を設けると共に、実親による養育が困難であれば、特別養子縁組による永続的解決（パーマネンシー保障）や里親による養育を推進することを明確にしており、これは、国会で全会一致で可決された。施設存続の立場ばかりでなく、家庭での養育を推進するために里親制度の普及活動に取り組む児童養護施設長もいる。

イギリスにおいても長年施設ケアが中心となっていたがジョン・ボウルビィの研究などで施設入所が乳幼児にいかに負の方向に影響するかの発表がなされ、脱施設化にかじを切った。また1960年代以降は避妊方法の普及や非嫡出子への偏見が減りシングルマザーが施設へ子供を預けず自ら育てる状況となった結果も相まって乳児院の入所者自体も減少し、スタッフや小児科医の反対も経つつ最終的に乳児院閉鎖に至った。大手乳児院のバーナードス元代表（CEO）ロジャー・シングルトン卿は施設入所の早急な中止と、障害児も含めたすべての子どもに小規模ホームなどではなく里親や養子縁組の家庭支援を呼び掛けている。イギリスにおいてはファミリーグループホームは決してファミリー・プレイスメント（家庭委託）ではなく、中途半端な資源形態では子どものニード充足には不十分との判断がある。

ところで2019年6月公布の児童虐待防止対策の強化を図るための児童福祉法等の一部を改正する法律により、令和4年度までに「児童の保護及び支援に当たって、児童の意見を聴く機会及び児童が自ら意見を述べることができる機会の確保、当該機会における児童を支援する仕組みの構築、児童の権利を擁護する仕組みの構築その他の児童の意見が尊重され、その最善の利益が優先して考慮されるための措置の在り方について検討を加え、その結果に基づいて必要な措置を講ずるもの」とされている。三重県では子どものアドボケイト（代弁者）制度を試験導入している。2020年3月には堺市でNPO法人で施設入所児の「意見表明」を支援する団体が設立されている。

## データ
- 平成25年の厚生労働省「児童養護施設入所児童等調査」によると、里親委託児童数は4,534人（前回3,611人）、児童養護施設入所児童数は29,979人（同31,593人）であり、このうち虐待を受けた経験のある児童の割合はそれぞれ31.1％（同31.5％）、59.5％（同53.4％）だった。今後の見通しでは、「保護者のもとへ復帰」見通しの児童は里親委託児約1割、養護施設児約3割となっている。また調査日（平成25 年2 月1 日）現在で、現に委託されている里親家庭の総数は3,481 世帯となっており、前回調査の2,626 世帯より855 世帯（32.6％）増加している。里親申込みの動機別をみると「児童福祉への理解から」が43.5％（前回37.1％）、「子どもを育てたいから」が30.7％（前回31.4％）、「養子を得たいため」が12.5％（前回21.8％）となっている。前回調査と比較すると、「養子を得たいため」の割合が下がり、「児童福祉への理解から」の割合が上がっている[10]。
- 上記調査によると養護問題発生理由の主なものは、里親委託児の場合には「養育拒否」16.5％（前回16.0％）、「父又は母の死亡」11.4％（前回6.6％）であり、養護施設児の場合には「父又は母の虐待・酷使」18.1％（前回14.4％）、「父又は母の放任・怠だ」14.7％（前回13.8％）、乳児院の場合には「父又は母の精神疾患等」22.2％（前回19.1％）、「父又は母の放任・怠だ」11.1％（前回8.8％）となっている[10]。
- 2010年前後の国際比較では、制度の違いがあるが、里親委託率の上位ではオーストラリア93.5%、アメリカ77%、イギリス71.7%で、低率なイタリアでの49.5%に対し、日本では12%となっている。日本の社会的養護は、施設が9割で里親は1割であり、欧米諸国と比べて、施設養護に偏っている[11]。
- 里親等委託率には自治体間で大きな差があり、新潟県で33.6％など、里親等委託率が3割を超えている県もあり、最近6年間で福岡市が6.9％から24.8％へ、大分県が7.4％から22.7％に増加させるなど、大幅に伸ばした自治体もある [12]。
- 昭和30年には登録里親数が16,200人、委託里親数が8283人、委託児童数が9111人だったのに対して、平成25年には登録里親数が9441人、委託里親数が3560人、委託児童数が4636人となっている[13]。
- 里親制度としては、養育里親、専門里親、養子縁組希望里親、親族里親の4つの類型がある。委託費用として、養育里親72，000円（2人目以降36,000円加算）ほかに一般生活費乳児54，980円、乳児以外47，680円が支給され、幼稚園費等も加算される[14]。
- 委託を受けている児童は、所得税法上の扶養親族とみなされ、扶養控除の対象となる[15]。
- 虐待や育児放棄など、様々な事情で親と暮らせない子供たちが生活する乳児院だが、大阪府内にある施設では、0～3歳の70人余りの子供たちが生活をしている。今こうした子供たちが増えており、施設はいっぱいになっているという。乳児院では3歳を超えた子どもは児童養護施設へと行く事になっているが、食物アレルギーなど子供の状況により、乳児院措置が継続することがある。乳児院の職員が入所児童に家族を作ってあげたいと、国際養子縁組を選択肢として検討する場合もある[16][17]。
- 費用の観点から、施設養育中心主義からの移行は説得的であるとする主張もあり、たとえば0歳から18歳まで大都市の乳児院および児童養護施設で育つならば、1 人8,373 万2,000 円の経費がかかり、里親宅で生活するならば3,200 万円から3,800 万円で済むとの試算がある[18]。
- 施設別の社会的養護の費用比較では、東京都では2015年現在、次のとおりとなっている[注釈 1][19]。

| 養育の種類                                                                                      | 予算額            | 予算規模 | 児童一人当たりの予算額                                                                     |
| ----------------------------------------------------------------------------------------------- | ----------------- | -------- | ------------------------------------------------------------------------------------------ |
| 民間（＝社福）児童養護施設（社会的養護の必要な児童を養育する施設）                              | 111億313万円      | 2,803人  | 396万1千円（民間グループホームの一部経費を含む。予算規模には、民間グループホームを含む。） |
| 民間（＝社福）グループホーム（地域の中で家庭的な雰囲気の下、6人程度の児童を養育する小規模施設） | 22億4千338万3千円 | 852人    | 263万3千円（民間児童養護施設に含まれるものは除く。）                                       |
| 乳児院（社会的養護の必要な乳幼児を養育する施設）                                                | 34億5千609万7千円 | 507人    | 681万7千円                                                                                 |
| ファミリーホーム（養育者の自宅で5~6人の児童を養育する事業）                                     | 3億5千53万1千円   | 123人    | 285万円                                                                                    |
| 養育家庭等（所謂里親・児童を養育する家庭）                                                      | 7億6千3百万9千円  | 419人    | 182万1千円                                                                                 |

## 事件
2025年5月、佐賀県の乳児院では園で一時保護されていた子どもの母親（28）が施設職員女性を切りつけ殺害した。保護時にも職員ともみ合いや消毒用アルコールを口に含むなどの自傷行為を行い警察に通報されていた。